# Consejo Mundial de la Paz
El Consejo Mundial de la Paz (CMP; en inglés: World Peace Council, WPC), a veces traducido como Consejo Mundial por la Paz, es un organismo internacional conformado en 1949, poco después del final de la Segunda Guerra Mundial y del comienzo de la Guerra Fría.
El fin del CMP es el de promover la coexistencia pacífica entre las naciones y el desarme nuclear. Es una organización internacional que aboga por el desarme universal, la soberanía, la independencia, la coexistencia pacífica; y las campañas contra el imperialismo, las armas de destrucción masiva y de todas las formas de discriminación. Fue fundada en 1950 para promover campañas de paz en todo el mundo con el fin de oponerse a las políticas "guerreristas" de los Estados Unidos.
Su primer presidente fue el físico comunista Frédéric Joliot-Curie. Su sede estuvo ubicada inicialmente en Helsinki, Finlandia (1968-1999), y a partir del año 2000 su sede está en la ciudad de Atenas, Grecia.

## Organización actual
Actualmente el CMP establece sus metas enmarcadas en: acciones contra las guerras imperialistas, contra la ocupación extranjera de naciones y países soberanos; por la prohibición de todas las armas de destrucción masiva; la abolición de las bases militares extranjeras; el desarme universal bajo un control internacional eficaz; la eliminación de todas las formas de colonialismo, neocolonialismo, racismo, sexismo y otras formas de discriminación; el respeto al derecho de los pueblos a la soberanía y la independencia, como precondiciones esenciales para el establecimiento de la paz; la no injerencia en los asuntos internos de las naciones; la coexistencia pacífica entre Estados con diferentes sistemas políticos; abogando por las negociaciones en lugar de uso de la fuerza en la solución de las diferencias entre las naciones.
El CMP es una ONG registrada en las Naciones Unidas y coopera principalmente con el Movimiento de Países No Alineados. Coopera con Organización de las Naciones Unidas para la Educación, la Ciencia y la Cultura (UNESCO), Conferencia de las Naciones Unidas sobre Comercio y Desarrollo (UNCTAD), Organización de las Naciones Unidas para el Desarrollo Industrial (ONUDI), Organización Internacional del Trabajo (OIT) y de otros organismos especializados de las Naciones Unidas, como sus comités y departamentos especiales. Con bastante éxito influido por sus agendas de trabajo, los términos de la discusión y las orientaciones de sus resoluciones. También coopera con la Unión Africana, la Liga de los Estados Árabes y otros organismos intergubernamentales.

### Liderazgo
- Presidente: Socorro Gomes, Centro Brasileño de Solidaridad con el Pueblo y la Lucha por la Paz (Cebrapaz)
- Secretario General: Thanasis Pafilis, Comité Griego por la Distensión Internacional y la Paz (EEDYE)
- Secretario Ejecutivo: Iraklis Tsavdaridis, Comité Griego por la Distensión Internacional y la Paz (EEDYE)[3]

### Secretaría
Los miembros de la Secretaría de la WPC son:
- Toda la India la Paz y la Organización de Solidaridad (AIPSO)
- Centro Brasileño de Solidaridad con el Pueblo y la Lucha por la Paz (Cebrapaz)
- Comité de Paz del Congo
- Instituto Cubano de Amistad con los Pueblos  (ICAP)
- Consejo de Paz Alemán (DFR)
- Comité Griego por la Distensión Internacional y la Paz (EEDYE)
- Comité de Paz de Japón
- Comité Palestino para la Paz y la Solidaridad (PCPS)
- Consejo Portugués para la Paz y la Cooperación (CPPC)
- Iniciativa de Paz de Sudáfrica
- Sirio Consejo Nacional de Paz
- Consejo de Paz de Estados Unidos (USPC)
- Comité de Paz de Vietnam (VPC)[3]

### Premio Internacional de la Paz
Los premios otorgados por el Consejo Mundial de la Paz Premio Internacional de la Paz, algunos de los cuales, se otorgaron a políticos que trascendieron en sus luchas por la paz mundial, el desarme nuclear y la distensión.

## Historia

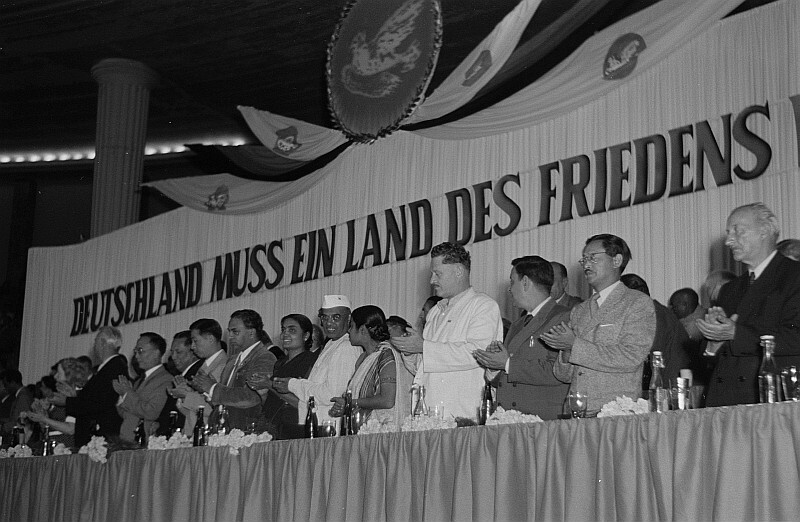
1952 Congreso WPC en Berlín Oriental que muestra la paloma de Picasso sobre el escenario, bandera leyendo "Alemania tiene que ser una tierra de paz"

El CMP surgió de un congreso de paz dirigido por el movimiento comunista internacional celebrado en Breslavia, Polonia en 1948. Un congreso subsecuente en París y en Praga en 1949 creó un Comité Mundial de Partidarios de la Paz, y un congreso en Sheffield y Varsovia en 1950 reconstituye los partisanos como el Consejo Mundial de la Paz.
Desde sus comienzos tempranos, en Occidente se ha alegado que el Consejo era una organización de frente de los partidos comunistas, en particular del PC de la Unión Soviética, debido en parte a que abogaban por el desarme unilateral de los países occidentales -sobre todo, de los Estados Unidos-, además de su tempranamente sospechado financiamiento por parte de la URSS. Por otra parte, el hecho de que el presidente fundacional del CMP, Jean Frédéric Joliot-Curie, era un activo dirigente comunista tendía a reforzar esas sospechas.
Ya en su edición del 17 de septiembre de 1951, el tradicional semanario político estadounidense Time mostraba en su tapa al CMP como una amenazadora paloma que empuñaba un revólver, estilizada en la forma de la hoz y el martillo, bajo la "ominipresente mirada divina" del líder Iósif Stalin. Debajo del dibujo podía leerse Kremlin courier ("Correo del Kremlin").
En 1971 el Consejo Mundial de la Paz tenía unos 600 miembros de 104 países, recomendados por organizaciones nacionales de seguidores y militantes del grupo, de agrupaciones menores que también eran de tendencia izquierdista.
Los cuerpos de gobierno del CMP se denominaban Presidium y Secretariat, palabras que, a pesar de su origen latino, tenían cierta “impronta lingüística” soviética.
El Consejo estuvo involucrado en varias protestas y manifestaciones que tuvieron lugar entre la década de 1940 y fines de la de 1980, justamente coincidiendo con el período de la denominada Guerra Fría, y trataría de liderar o encabezar los movimientos pacifistas occidentales. No obstante, sobre todo a partir del decenio de 1960, fue en gran parte desplazado por la autómoma y rebelde Nueva Izquierda, la cual no solo renegaba y desconfiaba de las “burguesas y opresivas instituciones occidentales”, sino también de la Unión Soviética y los simpatizantes de ella, los cuales a partir de entonces serían a veces despectivamente conocidos como la “vieja izquierda”.
La República Popular China del dirigente Mao Zedong (o Tse Tung) renunció al Consejo en 1966 como resultado del cisma sino-soviético que había estallado al comienzo de la década de 1960. Ciertamente esa movida tendió a socavar la credibilidad que hasta ese momento había tenido el movimiento entre los maoístas y sus simpatizantes entre la minoritaria pero muy activa nueva izquierda de varios países occidentales.
El CMP fue especialmente activo en aquellas áreas cercanas a instalaciones militares estadounidenses emplazadas en Europa Occidental, las cuales se creía que albergaban armas nucleares. Además realizó grandes campañas contra las operaciones militares encabezadas contra los EE. UU., en particular la Guerra de Vietnam. Sin embargo, como contrapartida, en Consejo nada dijo acerca de las invasiones soviéticas de Hungría en 1956, de la ex Checoslovaquia en 1968 (Primavera de Praga) o de Afganistán en 1979.
El Consejo publicaba dos revistas: New Perspectives (“Nuevas Perspectivas”) y Peace Courier (“Correo de la Paz”). Su actual revista se llama Peace Messenger (“Mensajero de la paz”). Asimismo el CMP solía otorgar una condecoración denominada Premio Internacional de la Paz.
El histórico apoyo encubierto al Consejo por parte del régimen soviético y del bloque del Este tuvo su contrapartida en las operaciones clandestinas realizadas contra él por los principales servicios de inteligencia occidentales, que era el Congreso por la Libertad de la Cultura. Por ejemplo, Phillip Agee escribió en su libro Inside the company: CIA diary (“Dentro de la compañía: Diario de la CIA”) que se tomaron acciones o medidas activas para intentar neutralizar la propaganda del Consejo grupo contra los Estados Unidos y sus aliados englobados en la OTAN (NATO). Además se hicieron esfuerzos, muchas veces infructuosos, para intentar impedir que sus congresos y reuniones se realizasen fuera del antiguo bloque comunista. Además, a veces los gobiernos occidentales intentaron indirectamente otras formas de presión y hostigamiento contra el grupo.
Luego del colapso de la Unión Soviética a fines de 1991, el Consejo fue paulatinamente reduciéndose a un pequeño núcleo, para resurgir relativamente durante los años posteriores. Esto se debe en parte a la reorganización política de los partidos de izquierda, así como a la aparición de los grupos de protesta antiglobalización (nucleados en organizaciones como el Foro Social Mundial).
El CMP, que durante la Guerra Fría había tendido sus oficinas centrales en la forzosamente neutral (aunque occidental y finlandizada) Helsinki, finalmente trasladó su sede principal a la ciudad de Atenas. En mayo de 2004, en vísperas del comienzo de los Juegos Olímpicos, tuvo lugar en la capital griega de Atenas el congreso mundial del Consejo. Al mismo asistieron 100 grupos pacifistas de todo el mundo. El congreso internacional de 2008 se realizó entre el 8 y el 13 de abril en la capital venezolana de Caracas. Esta última reunión mostró una bastante incrementada membresía al CMP, con más de 120 grupos provenientes de 76 países.

## Miembros
En sus inicios, el CMP atrajo a numerosas "superestrellas políticas e intelectuales", incluyendo W.E.B. Du Bois, Paul Robeson, Howard Fast, Pablo Picasso, Louis Aragon, Jorge Amado, Pablo Neruda, György Lukács, Renato Guttuso, Jean-Paul Sartre, Diego Rivera y Joliot-Curie. La mayoría eran comunistas o compañeros de ruta.
De acuerdo con sus normas actuales, los miembros del CMP son organizaciones nacionales e internacionales que estén de acuerdo con sus principios fundamentales y de cualquiera de sus objetivos y para pagar las cuotas de afiliación. Otras organizaciones pueden unirse a la discreción del Comité Ejecutivo, o convertirse en miembros asociados. Individuos distinguidos puede llegar a ser miembros honorarios a discreción del Comité Ejecutivo.

### Grupos asociados
De acuerdo con la resolución para involucrar a los sindicatos, asociaciones de mujeres y de jóvenes, científicos, escritores y periodistas, etc, en el movimiento pacifista, en 1950 de la Oficina de Información de los Partidos Comunistas y Obreros; varios organizaciones de masas comunistas apoyaron la CMP, por ejemplo:
- Conferencia Cristiana de la Paz
- Federación Internacional de Combatientes de la Resistencia[11]
- Instituto Internacional para la Paz
- Asociación Internacional de Abogados Democráticos[11]
- Organización Internacional de Periodistas[11]
- Unión Internacional de Estudiantes[11]
- Federación Mundial de la Juventud Democrática[11]
- Federación Mundial de Trabajadores Científicos[11]
- Federación Sindical Mundial[11]
- Federación Democrática Internacional de Mujeres[11]

## Presidentes del CMP a lo largo de su historia
- Frédéric Joliot-Curie (1950–1959)
- John Desmond Bernal (1959–1965)
- Isabelle Blume (1965–1969)
- Romesh Chandra (Secretario General entre 1966 y 1977, presidente entre 1977 y 1990), desde entonces ha sido presidente benemérito o de honor.
- Evangelos Maheras (1990–1993)
- Albertina Sisulu (1993–2002)
- Prof Niranjan Singh Maan (Secretario general)
- Orlando Fundora López (2002–2008)
- Socorro Gomes (elegida en abril de 2008-hasta la actualidad